# Henry Duff Traill
Henry Duff Traill, född den 14 augusti 1842 i Blackheath, död den 21 februari 1900 i London, var en engelsk skriftställare.
Traill blev efter studier i Oxford 1869 advokat, men övergick snart till journalistiken och var medarbetare i Pall Mall Gazette 1873–1880 och i Saint James's Gazette 1880–1895 samt politisk ledarförfattare i Daily Telegraph 1882–1897. Från 1897 till sin död utgav han  veckotidningen Literature. Traill författade även en rad populärt hållna biografier över Sterne (i serien English Men of Letters, 1882), Coleridge (i samma serie, 1884), Shaftesbury (1886), Vilhelm III (1888), Strafford (1889), Salisbury (1891) och Cromer (1897) samt en grundlig levnadsskildring över forskningsresanden sir John Franklin (1896). Dessutom redigerade han 1893–1898 det vidlyftiga kompilationsverket Social England och utgav en högt värderad samling satirer The new Lucian (1884, tillökad upplaga 1900). Hans sista arbete var England, Egypt and the Soudan (1900).